# Paříž–Roubaix 2022
119. ročník jednodenního cyklistického závodu Paříž–Roubaix se konal 17. dubna 2022 v Francii. Vítězem se stal Nizozemec Dylan van Baarle z týmu Ineos Grenadiers. Na druhém a třetím místě se umístili Belgičan Wout van Aert (Team Jumbo–Visma) a Švýcar Stefan Küng (Groupama–FDJ). Závod byl součástí UCI World Tour 2022 na úrovni 1.UWT a byl patnáctým závodem tohoto seriálu.

## Týmy
Závodu se zúčastnilo všech 18 UCI WorldTeamů a 7 UCI ProTeamů. Alpecin–Fenix a Arkéa–Samsic dostaly automatické pozvánky jako nejlepší UCI ProTeamy sezóny 2021, třetí nejlepší UCI ProTeam sezóny 2021, Team TotalEnergies, pak dostal také automatickou pozvánku. Další 4 UCI ProTeamy (B&B Hotels–KTM, Bingoal Pauwels Sauces WB, Sport Vlaanderen–Baloise a Uno-X Pro Cycling Team) byly vybrány organizátory závodu, Amaury Sport Organisation. Každý tým přijel se sedmi závodníky kromě týmů Bora–Hansgrohe, Team DSM a Israel–Premier Tech s šesti jezdci a týmu Team BikeExchange–Jayco s pěti jezdci. Bez jednoho nestartujícího závodníka se tak na start postavilo 169 jezdců. Do cíle v Roubaix dojelo 107 z nich, dalších 12 závodníků dojelo mimo časový limit.
UCI WorldTeamy
- AG2R Citroën Team
- Astana Qazaqstan Team
- Bora–Hansgrohe
- Cofidis
- EF Education–EasyPost
- Groupama–FDJ
- Ineos Grenadiers
- Intermarché–Wanty–Gobert Matériaux
- Israel–Premier Tech
- Lotto–Soudal
- Movistar Team
- Quick-Step–Alpha Vinyl
- Team Bahrain Victorious
- Team BikeExchange–Jayco
- Team DSM
- Team Jumbo–Visma
- Trek–Segafredo
- UAE Team Emirates

UCI ProTeamy
- Alpecin–Fenix
- Arkéa–Samsic
- B&B Hotels–KTM
- Bingoal Pauwels Sauces WB
- Sport Vlaanderen–Baloise
- Team TotalEnergies
- Uno-X Pro Cycling Team

## Výsledky
| Pořadí | Jezdec                     | Tým                                | Čas        |
| ------ | -------------------------- | ---------------------------------- | ---------- |
| 1      | Dylan van Baarle (NED)     | Ineos Grenadiers                   | 5h 37' 01" |
| 2      | Wout van Aert (BEL)        | Team Jumbo–Visma                   | + 1' 47"   |
| 3      | Stefan Küng (SUI)          | Groupama–FDJ                       | + 1' 47"   |
| 4      | Tom Devriendt (BEL)        | Intermarché–Wanty–Gobert Matériaux | + 1' 47"   |
| 5      | Matej Mohorič (SLO)        | Team Bahrain Victorious            | + 1' 47"   |
| 6      | Adrien Petit (FRA)         | Intermarché–Wanty–Gobert Matériaux | + 2' 27"   |
| 7      | Jasper Stuyven (BEL)       | Trek–Segafredo                     | + 2' 27"   |
| 8      | Laurent Pichon (FRA)       | Arkéa–Samsic                       | + 2' 27"   |
| 9      | Mathieu van der Poel (NED) | Alpecin–Fenix                      | + 2' 34"   |
| 10     | Yves Lampaert (BEL)        | Quick-Step–Alpha Vinyl             | + 2' 59"   |